# Joy Denalane

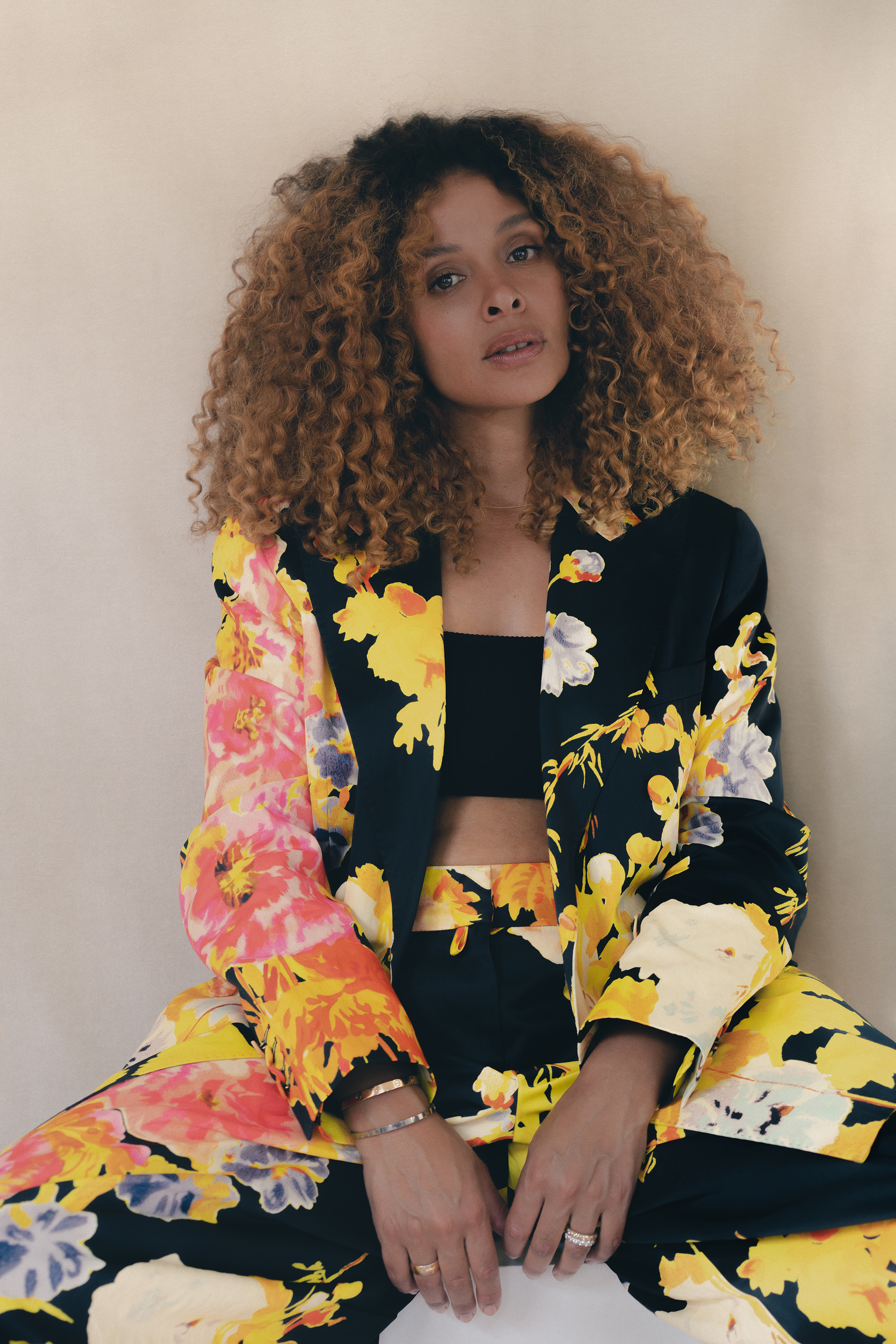
Joy Denalane (2023)

Joy Maureen Denalane [dinaˈlaːni] (* 11. Juni 1973 in West-Berlin) ist eine deutsche Soul- und R&B-Sängerin, die Arrangements angloamerikanischer und afrikanischer Musik mit deutschen Texten vereint.

## Leben und Karriere
Denalane wurde in Berlin-Schöneberg geboren und wuchs in Berlin-Kreuzberg auf. Sie war das dritte von sechs Kindern und erhielt den Namen Joy („Freude“). Der Vater, ein Südafrikaner, hatte sich während seines Studiums in Deutschland in Denalanes Mutter, eine Heidelbergerin, verliebt und blieb in Deutschland. Denalane zog mit 16 Jahren von zuhause aus, machte mit 22 Jahren ihr Abitur und widmete sich fortan der Musik.
Joy Denalane lebt in Berlin-Charlottenburg und hat zwei Söhne. Im Februar 2007 trennten sich Denalane und ihr Ehemann, der Musiker Max Herre. Musikalisch blieben sie weiterhin verbunden und kümmerten sich gemeinsam um die Erziehung ihrer Söhne. Im März 2011 gaben Denalane und Herre bekannt, wieder zueinandergefunden zu haben.

### Anfänge

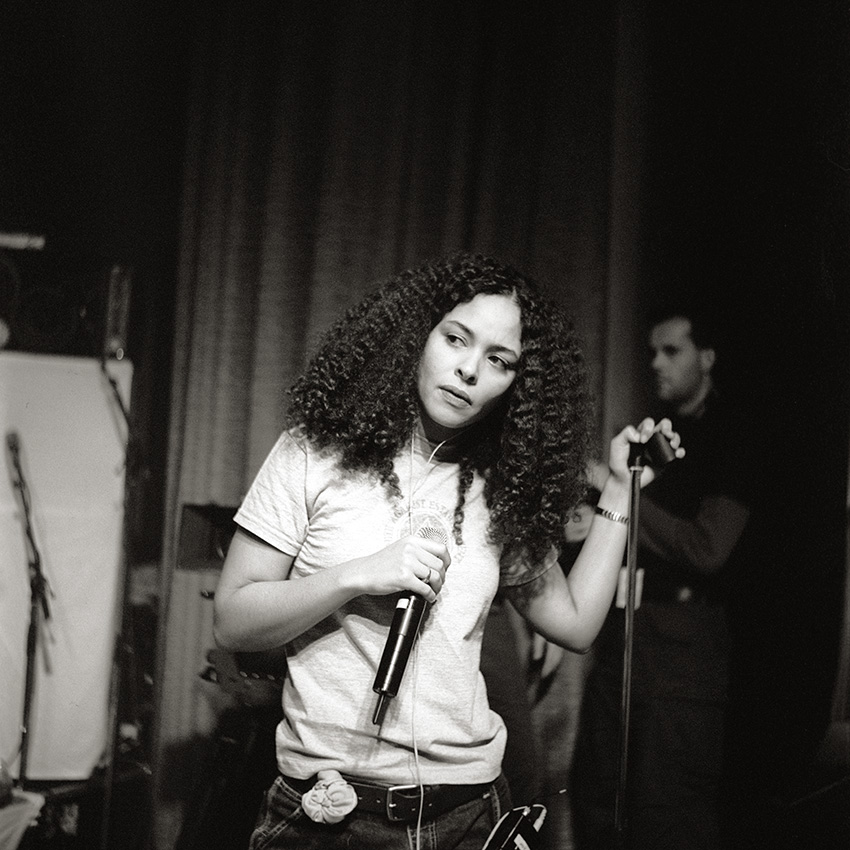
Denalane beim Soundcheck (1999)

Mit 19 Jahren wurde Denalane von ihrem damaligen Freund zu einem Vorsingen überredet, das ihr zu Engagements als Sängerin in den Reggae- und Soulbands Culture Roots und Family Affair verhalf. 1996 folgte der erste Plattenvertrag als Solointerpretin in der Formation Joy, Sugar & Cream, die 1997 eine von Martin de Vries produzierte Single veröffentlichte. Der Vertrag sollte sich jedoch als große Enttäuschung erweisen, da man Denalane keinerlei musikalische Freiheiten ließ und sie zur Popmusikerin machen wollte. Dieser Vertrag führte sie schließlich nach Stuttgart, wo Denalane erstmals mit den bekannten Produzenten DJ Thomilla und Tiefschwarz zusammenarbeitete und den Song Music schrieb.
Zu der Zeit hielt die Hiphop-Band Freundeskreis für ihr Duett Mit dir nach einer passenden Sängerin Ausschau und fand sie in Joy Denalane. Dieses Liebeslied wurde ein Sommerhit des Jahres 1999. Freundeskreis-Frontmann Max Herre wurde Denalanes Freund.
Anschließend löste Denalane die Verträge mit ihrer Plattenfirma und tourte zwei Jahre mit der Band. Sie wurde Teil der FK Allstars, zu denen neben Freundeskreis unter anderem Afrob, Gentleman, Sékou, Deborah von Sens Unik und Brooke Russell gehörten. Aus der gemeinsamen Tour entstand das Livealbum En Directo. 2001 unterzeichnete sie mit Hilfe von Herre einen Vertrag bei Four Music, der Plattenfirma der Fantastischen Vier, bei der auch Freundeskreis zu jener Zeit unter Vertrag war.

### DebütalbumMamaniund Tourneen
Denalane entschloss sich dazu, eine Soulplatte auf Deutsch zu veröffentlichen, da sich die Sprache durch ihre Begegnungen mit vielen deutschen MCs neu für sie definiert hat. Denalane begann die Arbeit an ihrem Debüt, auf dem sie ihre südafrikanischen Wurzeln repräsentieren wollte. Dabei wurde sie von ihrem Freund und Produzenten Max Herre sowie von den Co-Produzenten Don Philippe, Frank Kuruc, Tommy Wittinger und Tom Krüger unterstützt.
Nach der Geburt ihres ersten Sohnes reiste Denalane nach Südafrika, um ihre Herkunft und die Geschichte ihrer Familie und des Landes zu erforschen. Dort gewann Denalane auch die Unterstützung vieler afrikanischer Musiker für ihr Album, wie zum Beispiel die von Jazz-Musiker Hugh Masekela. Zurück in Deutschland verarbeitete Denalane die Eindrücke ihrer Reise in den Songs Setho, den sie in der südafrikanischen Sprache isiXhosa singt, Mamani (Mutter, Großmutter, oder auch weibliche Vorfahrin) auf Tsonga, den sie ihrer Mutter widmete, dem Trauerlied Mathatha Agotlokamna mit den Mahotella Queens und Im Ghetto von Soweto. Dieser Song ist in drei Strophen gegliedert und bildet einen Querschnitt durch die jüngere südafrikanische Geschichte. Es handelt von der Apartheid, dem Schüleraufstand von Soweto und den Passgesetzen bis hin zur Gegenwart und AIDS. Die Musik ist funkig, mit afrikanischem Backgroundchor. Hugh Masekela spielt in dem Stück Trompete. Für ihren Sohn singt Denalane das Kinderlied und Höchste Zeit, in Wem gehört die Welt singt sie von Diskriminierungen Schwarzer und Frauen, und im Stück Vier Frauen interpretiert sie Nina Simones Four Women mit Sara Tavares von den Kapverdischen Inseln, Chiwoniso Maraire aus Simbabwe und Freundeskreis-Sängerin Deborah neu. Für ihren Vater nahm sie eine Coverversion des Billie-Holiday-Klassikers I Cover the Waterfront auf. Auf Joy Denalanes Album finden sich auch klassische Liebeslieder wie Miscommunication, das Oldschool-Stück Was auch immer und der Trennungsblues Geh jetzt. Sag’s mir wurde Denalanes erste Singleauskopplung. Mamani, das am 3. Juni 2002 erschien, stieg auf Platz acht in die deutschen Albumcharts ein.
Joy Denalane absolvierte drei ausverkaufte Tourneen. Dabei wurde sie als „Gebieterin über Soul und Hiphop“ (Hamburger Abendblatt) und „Queen of German Soul“ (Focus) bezeichnet. Sie arbeitete unter anderem mit Youssou N’Dour zusammen, ging mit dem Jazz-Trompeter Till Brönner auf Tour, gab Konzerte in New York und Philadelphia und war Gast in deutschen Fernseh- und Radiosendungen. Sie gewann einen Comet in der Kategorie „Best Hiphop/R&B National“ und erhielt drei Echo-Nominierungen.
Im Jahr 2003 ging Denalane auf Acoustic Tour, begleitet von den drei Musikern Dalma Lima (Perkussion), Frank Kuruc (Gitarre) und Fontaine Burnett (Bass). Am 11. März 2004 gab Joy Denalane ein Konzert im Berliner Tränenpalast. Unterstützt wurde sie dabei neben ihrem Musikertrio von den Brüdern Matteo (Schlagzeug) und Lillo Scrimali (Keyboards) sowie Sebastian Studnitzky (Trompete). Dieses Akustikset wurde aufgezeichnet und im Herbst 2004 als Livealbum und -DVD veröffentlicht.

### Weitere Alben

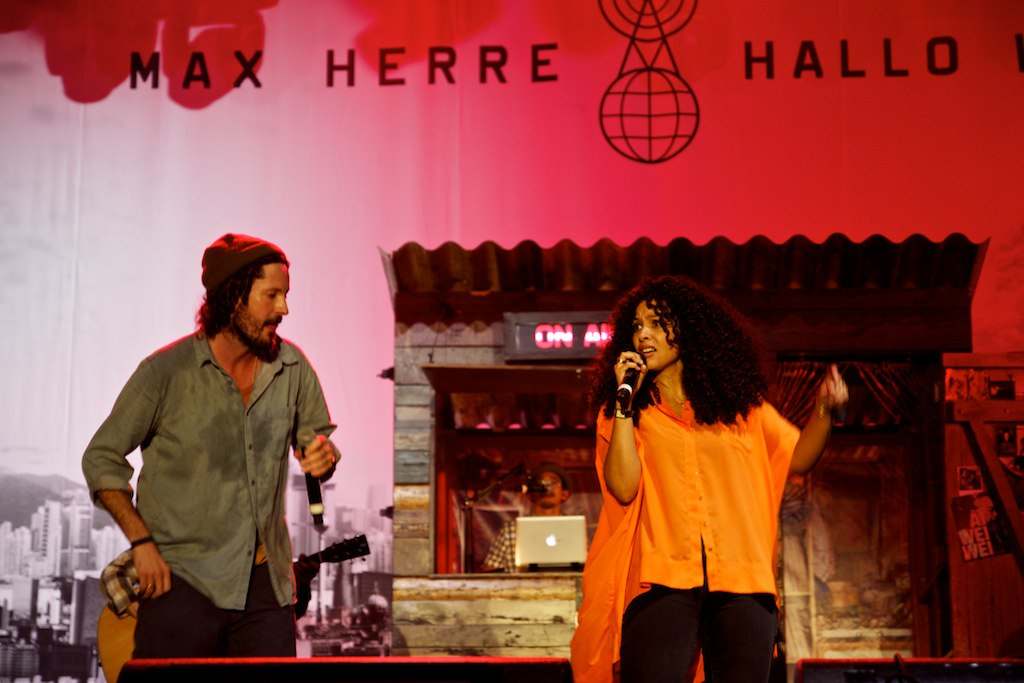
Max Herre und Joy Denalane während eines Auftritts beim Splash-Festival (2012)

Nach der DVD-Aufzeichnung begann Joy Denalane mit den Arbeiten zu ihrem zweiten Studioalbum Born & Raised, dessen Songs sie im Sommer 2005 auf der Clubtour For the Love Tour präsentierte. Das Album wurde am 11. August 2006 veröffentlicht, die erste Single trägt den Namen Let Go. Im Gegensatz zu Mamani enthält es ausschließlich englischsprachige Songs.
Im April 2006 gründeten Denalane, Max Herre, Götz Gottschalk und Sophie Raml ein neues Label namens Nesola (Esperanto: „nicht allein“). Im September 2006 konzertierte sie im Potsdamer Nikolaisaal mit dem Deutschen Filmorchester Babelsberg unter der Leitung von Scott Lawton. Im Frühling 2007 veröffentlichte Joy Denalane die Single Change mit Lupe Fiasco in Großbritannien. Sie trat 2007 bei verschiedenen Festivals im Vereinigten Königreich, Japan und Südafrika auf. Change schaffte es nicht in die britischen Charts. Im November 2008 trat Joy Denalane mit den Sängern Tweet, Dwele und Bilal gemeinsam mit dem MDR-Sinfonieorchester, dem MDR-Kinderchor und weiteren Begleitmusikern bei der Dresden Soul Symphony auf.
Am 20. Mai 2011 erschien Denalanes drittes Studioalbum Maureen. Vorab nahm sie bereits einige der Lieder live auf, unter anderem mit Max Herre als Gast, und veröffentlichte diese als Videosessions im Internet. Maureen ist benannt nach Joy Denalanes zweitem Vornamen. Die erste Singleauskopplung Niemand wurde als Rap-Version auf der CD des Magazins Juice veröffentlicht. Joy Denalane nahm Maureen in Berlin und Philadelphia auf, unter anderem mit dem Produzenten Steve McKie (Jill Scott), dem Bassisten Tony Whitfield (Bilal), dem Ghostface- und T.I.-Produzenten Jake One und dem Jazmine-Sullivan-Songwriter Anthony Bell. Eine Version des Albums mit englischen Texten erschien ein Jahr später.
Im August und September 2014 war Denalane in der Jury der Castingshow Rising Star bei RTL.
Am 3. März 2017 erschien das vierte Studioalbum mit dem Titel Gleisdreieck, gefolgt von einer Deutschlandtournee. Am 4. September 2020 erschien Denalanes fünftes Studioalbum „Let Yourself Be Loved“ beim US-Label Motown. Die neun Titel sind englischsprachig im Stil der Soulmusik der 1960er/1970er gehalten. Sie ist damit die erste deutsche Sängerin, die auf dem klassischen US-Label Motown veröffentlichte. Denalane arbeitete an der Platte seit 2015. Produziert wurde sie von Roberto Di Gioia. Der Song I Believe ist eine Zusammenarbeit mit BJ the Chicago Kid.

## Engagement
Durch ihr Engagement im Kampf gegen AIDS und ihre Unterstützung von Wola Nani, einer südafrikanischen Organisation, die AIDS-kranken Frauen durch den Verkauf ihrer Handarbeit hilft, wurde 2003 die Deutsche AIDS-Hilfe auf Denalane aufmerksam. In der Folge wurde sie das Gesicht der Kampagne Ausgrenzung macht krank.
Seit 2019 ist Denalane Botschafterin für die Gleichstellungs-Initiative Keychange.
Auf Vorschlag der Landtagsfraktion von Bündnis 90/Die Grünen wurde Denalane zum Mitglied der 17. Bundesversammlung für Baden-Württemberg gewählt.
Denalane zeigte sich im Herbst 2024 gemeinsam mit Schauspieler Frederick Lau als sogenannte Changemaker für eine Modekampagne von Armedangels.

## Diskografie
Studioalben

| Jahr | Titel Musiklabel                            | Höchstplatzierung, Gesamtwochen, AuszeichnungChartplatzierungen (Jahr, Titel, Musiklabel, Platzierungen, Wochen, Auszeichnungen, Anmerkungen) | Höchstplatzierung, Gesamtwochen, AuszeichnungChartplatzierungen (Jahr, Titel, Musiklabel, Platzierungen, Wochen, Auszeichnungen, Anmerkungen) | Höchstplatzierung, Gesamtwochen, AuszeichnungChartplatzierungen (Jahr, Titel, Musiklabel, Platzierungen, Wochen, Auszeichnungen, Anmerkungen) | Anmerkungen                                                                                      |
| Jahr | Titel Musiklabel                            | DE | AT | CH | Anmerkungen                                                                                      |
| ---- | ------------------------------------------- | --- | --- | --- | ------------------------------------------------------------------------------------------------ |
| 2002 | Mamani Four Music (Sony)                    | DE8 Gold · (30 Wo.)DE | AT44 (5 Wo.)AT | CH54 (5 Wo.)CH | Erstveröffentlichung: 3. Juni 2002 Verkäufe: + 150.000                                           |
| 2006 | Born & Raised Nesola (Sony BMG)             | DE2 Gold · (13 Wo.)DE | AT42 (4 Wo.)AT | CH5 (9 Wo.)CH | Erstveröffentlichung: 11. August 2006 Verkäufe: + 100.000                                        |
| 2011 | Maureen Nesola (Sony)                       | DE8 (9 Wo.)DE | AT36 (3 Wo.)AT | CH11 (6 Wo.)CH | Erstveröffentlichung: 20. Mai 2011 (DE-Version) Erstveröffentlichung: 30. März 2012 (EN-Version) |
| 2017 | Gleisdreieck Nesola (UMG)                   | DE8 (5 Wo.)DE | AT36 (1 Wo.)AT | CH25 (2 Wo.)CH | Erstveröffentlichung: 3. März 2017                                                               |
| 2020 | Let Yourself Be Loved Vertigo Records (UMG) | DE5 (8 Wo.)DE | — | CH22 (3 Wo.)CH | Erstveröffentlichung: 4. September 2020                                                          |
| 2023 | Willpower Four Music (Sony)                 | DE33 (1 Wo.)DE | — | — | Erstveröffentlichung: 6. Oktober 2023                                                            |